# Iradsch Afschār

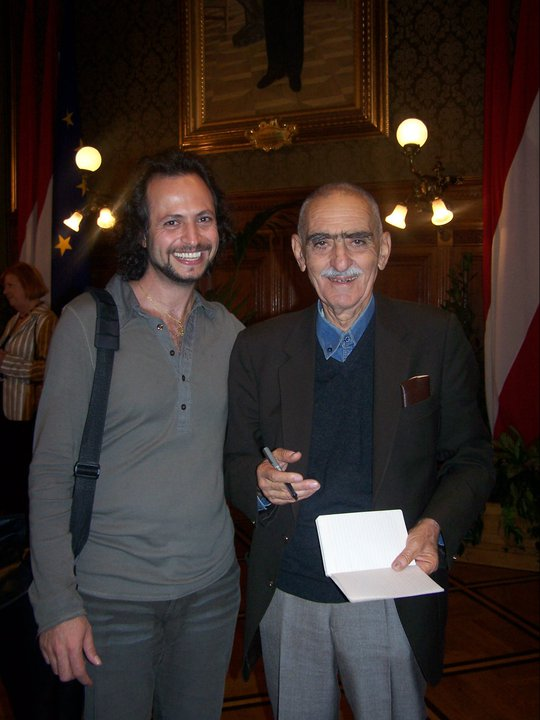
Iradsch Afschār in Wien

Iradsch Afschār (oder Iraj Afshar, anhörenⓘ persisch ایرج افشار Iradsch Afschār, DMG Īraǧ Afšār; * 8. Oktober 1925 in Teheran; † 9. März 2011 in Teheran) war Jurist, Historiker, Bibliothekswissenschaftler und Iranist.

## Leben
Iradsch Afschar wurde am 8. Oktober 1925 als Sohn von Mahmud Afschar und seiner Ehefrau Nosrat Barazandeh in Teheran geboren. Er besuchte zunächst das zoroastrisch ausgerichtete Schapur-Gymnasium und dann später das Firuz-Bahram Gymnasium in Tadschrisch in Teheran. Von 1945 bis 1949 studierte er Rechtswissenschaften an der Universität Teheran. Nach seinem Studium arbeitete Iradsch Afschar zunächst als Lehrer an Scharif- und später am Gharib-Gymnasium. Ab 1952 gab er zusammen mit Mohammad-Taqi Danesh-Pajouh, Manoucher Sotoudeh, Mostafa Mogharrabi, Abbas Zaryab Khoye die Zeitschrift Farhang-e Irānzamin heraus. Ab 1954 wurde er Chefredakteur der Zeitschrift Sokhan, herausgegeben von Parwiz Natel Chanlari. 
1954 wurde Afschar Direktor am Bongah-e Tarjomeh va Nashr-e Ketab und Leiter der Zeitschrift Ketābhāy-e māh (Buch des Monats). Nach einer Ausbildung in Bibliothekswissenschaft im Rahmen eines UNESCO-Programms gründete Afschar den Bāshgāh-e ketāb (Buchclub), der später in Anjoman-e ketāb (Buchgesellschaft) umbenannt wurde. Ab 1958 lehrte Afschar Bibliothekswissenschaft an der Universität Teheran. Gleichzeitig wurde er Chefredakteur der Zeitschrift Rāhnamāy-e ketā, die von Ehsan Yarshater herausgegeben wurde. 1961 gründete er zusammen mit Mohammad-Taqi Danesh-Pajouh die Zeitschrift Nashriyeh noskhehāy-e khatti (Zeitschrift für Handschriften). 
1962 übernahm Iradsch Afschar für kurze Zeit die Direktion der iranischen Nationalbibliothek, kehrte aber wieder an die Universität Teheran zurück, um dort die Leitung des Instituts für Bibliografische Forschung und Indexierung zu übernehmen. 1963 ging er dann für ein Jahr an die Harvard University, um dort die formale und inhaltliche Erschließung persischer Bücher neu zu organisieren. 
Ab 1965 nahm Afschar wieder seine Lehrtätigkeit an der Universität Teheran auf und wurde zudem Direktor der Zentralbibliothek der Universität. Ferner wurde er Herausgeber der Zeitschrift Ketābdāri (Veröffentlichungen der Universität Teheran). Von 1969 an hatte er an der Universität Teheran eine Professur in Geschichte inne, die er bis 1979 bekleidete.
Nach der Islamischen Revolution schied Iradsch Afschar aus der Universität Teheran aus und gab die von seinem Vater Mahmud Afschar 1926 gegründete, 1929 aber wieder eingestellte Zeitschrift Ayandeh (Zukunft) neu heraus. Die Zeitschrift erschien bis 1994. Ein Jahr nach dem Tod seines Vaters gründete Irad Afschar die Dr. Mahmoud Afhsar Stiftung und gab die Zeitschrift Nāmvāreh-e Dr. Mahmoud Afshar, die später in Pajouhesh-hāye Irāni (Zeitschrift für Iranistik) umbenannt wurde, heraus. 
1989 lehrte er für ein Jahr an der Universität Bern. 1998 ging Iraj Afhsar an die österreichische Nationalbibliothek, um dort die Katalogisierung und inhaltliche Erschließung persischer Handschriften zu übernehmen. Ab 2001 gab er die Zeitschrift Daftar-e tārikh (Kleine Handschriften) heraus. 
Iradch Afschar verstarb am 9. März 2011 in Teheran. Er war seit 1945 mit Shayesteh Afsharieh verheiratet. Aus der Ehe gingen vier Söhne hervor.